# Dorcadion buresi
Dorcadion buresi là một loài bọ cánh cứng trong họ Cerambycidae.